# Christin Janitzki
Christin Janitzki (* 30. Januar 1994) ist eine deutsche Fußballspielerin, die für den FC Phoenix Leipzig spielt.

## Karriere
Christin Janitzki begann in Leipzig in mehreren Jugendabteilungen mit dem Fußballspielen. Im Sommer 2010 wechselte sie innerhalb Leipzigs vom Leipziger FC 07 zum 1. FC Lok Leipzig und spielte anfangs bei den B-Juniorinnen. Im Sommer 2012 wechselte sie von den B-Juniorinnen in die zweite Mannschaft von 1. FC Lok. Für die zweite Mannschaft spielte sie in der Regionalliga Nordost, der dritthöchsten Spielklasse im Frauenfußball, wo sie auf elf Spiele kam. Ein Jahr später wurde sie von der zweiten in die erste Mannschaft befördert, die kurz zuvor in die 1. Bundesliga aufgestiegen war. Dort gab sie am 13. November 2011 im Heimspiel gegen SC 07 Bad Neuenahr ihr Debüt, als sie beim Spielstand von 0:1 in der 68. Spielminute für Safi Nyembo eingewechselt wurde. Ein Tor in der Bundesliga hat sie noch nicht erzielt. Auch sie konnte nicht verhindern, dass Lok Leipzig die Klasse nicht halten konnte und in die 2. Bundesliga Nord absteigen musste. In der Saison 2012/13 bestritt sie sämtliche 22 Zweitligapartien für Leipzig. Am 12. Mai 2013 konnte sie am 21. Spieltag im Spiel gegen Werder Bremen ihre ersten beiden Tore in der zweithöchsten Spielklasse im deutschen Frauenfußball erzielen, als sie in der 75. zum 2:2 und 90. Spielminute zum 3:3 jeweils zum Ausgleich für ihren Verein traf.
Im Sommer 2013 wechselte sie ins Ruhrgebiet zur SGS Essen, löste ihren Vertrag allerdings noch vor der ersten Ligapartie wieder auf und kehrte nach Leipzig zurück. Dort schloss sie sich dem FFV Leipzig, dem Nachfolgeverein von Lokomotive Leipzig, an.

## Privat
Anfang September 2013 beginnt sie in Essen eine Ausbildung zur Bürokauffrau bei einer Security-Firma.